# Vlag van Sinoe

Vlag van Sinoe

De vlag van Sinoe, een county van Liberia, bestaat net als alle veertien andere Liberiaanse vlaggen met de nationale vlag van Liberia in het kanton. De vlag is, net als alle andere vlaggen, verleend door toenmalig president William Tubman, bij gelegenheid van zijn 70e verjaardag, op 29 november 1965.
De vlag bestaat uit wit, met een oversnijdend groen kruis; in het kanton staat de Liberiaanse vlag.
De symboliek van de vlag is: Wit en groen staan voor reinheid en oerwouden.